# تپه شهر سوخته ۲۱۳
تپه شهر سوخته ۲۱۳ در شهرستان زابل، بخش شیب آب، دهستان لوتک، روستای حومه شهر سوخته، ۱۲/۵ کیلومتری جنوب غربی پایگاه باستان‌شناسی شهر سوخته واقع شده و این اثر در تاریخ ۱۵ اسفند ۱۳۸۵ با شمارهٔ ثبت ۱۷۹۴۳ به‌عنوان یکی از آثار ملی ایران به ثبت رسیده است.